# Чемпіонат УРСР із шахів 1978 (жінки)
38-й чемпіонат України із шахів серед жінок, що проходив з 19 по 30 травня 1978 року у Харкові в приміщенні міського шахового клубу.

## Загальна інформація
Чемпіонат проходив за швейцарською системою в 11 турів за участі 38 шахісток, і мав визначити не лише володарок трьох медалей, а й одну фіналістку чемпіонату СРСР.
Відбірними турнірами до чемпіонату СРСР у 1978 році були також першості Москви, Ленінграду, РРФСР, Грузії та два півфінали (в Калінінграді та Челябінську) для шахісток інших республік. У цих півфіналах мали право грати також, зокрема: Марта Літинська зі Львова, киянка Лідія Семенова і одеситка Тетяна Морозова, бо вони в попередньому чемпіонаті СРСР здобули більше половини очок. Але це право вони могли використати лише не виступаючи в чемпіонаті України.
Отак і вийшло, що для України було вигідніше аби троє найсильніших шахісток у чемпіонаті УРСР не грали. Тоді були б сподівання, що четверо представниць України проб'ються у фінальний турнір чемпіонату СРСР. Але ця перспектива скоротилася до трьох коли Літинській запропонували виступити у міжнародному турнірі, строки якого збігалися з півфіналами чемпіонату СРСР. Тому Літинська вирішила пробиватися до фіналу через чемпіонат України. У підсумку Літинська так і не змогла пройти у фінал першості СРСР. Вже у другому турі вона несподівано поступилася 27-річній Наталії Жуковій (Мелітополь), у сьомому турі нова поразка від юної 16-річної землячки Зої Лельчук, декілька перемог на фініші Літинській не допомогли.
Чемпіонкою України стала 22-річна киянка Любов Лисенко, на той час студентка 4 курсу філософського факультету Київського університету. Стільки ж очок набрали ще двоє шахісток, але у них виявилися гірші додаткові показники. Зокрема, Ірина Острій (Київ) теж здобула 7 перемог, але поступилася Лисенко в особистій зустрічі в 4-му турі, а житомирянка Наталія Гасюнас здобула лише 6 перемог, тому їй довелося задовольнитися бронзовою нагородою.
4 — 7 місця розділили між собою чемпіонки минулих років Марта Літинська (1967, 1977), Олена Єліна (1973) та Лідія Муленко (1974, 1976), а також майбутня переможниця чемпіонату України 1984 року — Наталія Ручйова.

## Підсумкова таблиця
| Місце  | Шахістка                      | Місто                      |  | + | = | − | Очки | Дод1 | Дод2 |
| ------ | ----------------------------- | -------------------------- |  | - | - | - | ---- | ---- | ---- |
| Gold   | Любов Лисенко (Жильцова)      | Київ                       |  | 7 | 2 | 2 | 8    | 7    | 1    |
| Silver | Ірина Острій                  | Київ                       |  | 7 | 2 | 2 | 8    | 7    | 0    |
| Bronze | Наталія Гасюнас               | Житомир                    |  | 6 | 4 | 1 | 8    | 6    |      |
| 4—7    | Олена Єліна                   | Дніпропетровськ            |  |   |   |   | 7½   |      |      |
| 4—7    | Марта Літинська               | Львів                      |  | 6 | 3 | 2 | 7½   |      |      |
| 4—7    | Лідія Муленко                 | Запоріжжя                  |  |   |   |   | 7½   |      |      |
| 4—7    | Наталія Ручйова               | Львів                      |  |   |   |   | 7½   |      |      |
| 8—13   | Любов Ідельчик                | Харків                     |  |   |   |   | 6½   |      |      |
| 8—13   | Олена Кравчук                 | Житомир                    |  |   |   |   | 6½   |      |      |
| 8—13   | Людмила Куликова (Асланян)    | Дніпропетровськ            |  |   |   |   | 6½   |      |      |
| 8—13   | Зоя Матюшина                  | Макіївка                   |  |   |   |   | 6½   |      |      |
| 8—13   | Олена Титова                  | Київ                       |  |   |   |   | 6½   |      |      |
| 8—13   | Ірина Челушкіна               | Херсон                     |  |   |   |   | 6½   |      |      |
| 14—17  | Вікторія Білогородська        | Київ                       |  |   |   |   | 6    |      |      |
| 14—17  | Лариса Дубілевська (Калініна) | Тернопіль                  |  |   |   |   | 6    |      |      |
| 14—17  | Зоя Лельчук                   | Львів                      |  |   |   |   | 6    |      |      |
| 14—17  | Ольга Ханукова                | Харків                     |  |   |   |   | 6    |      |      |
| 18—21  | Вікторія Артамонова           | Київ                       |  |   |   |   | 5½   |      |      |
| 18—21  | Н. Москалькова                | Київ                       |  |   |   |   | 5½   |      |      |
| 18—21  | Тетяна Метельницька           | Черкаси                    |  |   |   |   | 5½   |      |      |
| 18—21  | Зоряна Пастівнична            | Львів                      |  |   |   |   | 5½   |      |      |
| 22—26  | Гайсинська                    | Київ                       |  |   |   |   | 5    |      |      |
| 22—26  | Анна Дудкова                  | Харків                     |  |   |   |   | 5    |      |      |
| 22—26  | Жуніна                        | Одеса                      |  |   |   |   | 5    |      |      |
| 22—26  | Ірина Розенцвайг              | Львів                      |  |   |   |   | 5    |      |      |
| 22—26  | Ірина Сон                     | Харків                     |  |   |   |   | 5    |      |      |
| 27—33  | Наталія Жукова                | Мелітополь                 |  |   |   |   | 4½   |      |      |
| 27—33  | Алла Іванченко                | Харків                     |  |   |   |   | 4½   |      |      |
| 27—33  | Світлана Ігнатченко           | Запоріжжя                  |  |   |   |   | 4½   |      |      |
| 27—33  | Галина Каніболоцька           | Миколаїв                   |  |   |   |   | 4½   |      |      |
| 27—33  | Ела Карт                      | Львів                      |  |   |   |   | 4½   |      |      |
| 27—33  | Петрова                       | Харків                     |  |   |   |   | 4½   |      |      |
| 27—33  | Раїса Фрумкіна                | Одеса                      |  |   |   |   | 4½   |      |      |
| 34     | Добиш                         | Алмазне (Кримська область) |  |   |   |   | 4    |      |      |
| 35     | Солодченко                    | Суми                       |  |   |   |   | 3½   |      |      |
| 36     | Артем'єва                     | Ворошиловград              |  |   |   |   | 2½   |      |      |
| 37     | Надія Воротилова              | Харків                     |  |   |   |   | 2    |      |      |
| 38     | М. Когут                      | Івано-Франківськ           |  |   |   |   | 1½   |      |      |